# Паганико (Ријети)
Паганико (итал. Paganico) је насеље у Италији у округу Ријети, региону Лацио.
Према процени из 2011. у насељу је живело 142 становника. Насеље се налази на надморској висини од 699 м.